# Delias berinda
Delias berinda is een vlindersoort uit de familie van de Pieridae (witjes), onderfamilie Pierinae.
Delias berinda werd in 1872 beschreven door Moore.